# またたき
またたきは、Awesome City Clubの楽曲。各種音楽配信サイトにて2021年4月21日に配信限定シングルとして発売。

## 概要
デビューから多くの経験を積み重ねたAwesome City Clubが様々な環境下で頑張る人たち、出会いや別れを経験してきた恋人たちへ贈るメッセージとしてまだ見ぬ未来、出会いをテーマにした楽曲となっている。
3枚目のアルバム『Grower』の収録曲「僕らはこの街と生きていく」のリリックビデオが4月9日に公開され、最後にはこの楽曲がワンフレーズだけ聴けるようになっている。　

## 収録曲
1. またたき

作詞・作曲：atagi